# Grallaria alleni
El tororoí bigotudo (en Colombia) (Grallaria alleni), también denominado  chululú bigotudo, es una especie de ave paseriforme de la familia Grallariidae, perteneciente al numeroso género Grallaria, anteriormente incluido en Formicariidae. Es nativo de los Andes de Colombia y Ecuador.

## Distribución y hábitat
Se distribuye en la pendiente occidental de los Andes centrales de Colombia (Risaralda, en el valle del Cauca) y en los Andes de Colombia (valle del Magdalena) hasta Ecuador (Napo, Cotopaxi).
Vive en el bosque de niebla, bosque húmedo de montaña y el bosque secundario maduro en las estribaciones de los Andes, entre los 1800 y 2500 m de altitud.

## Descripción
Mide 16 a 17 cm de longitud. Presenta corona y nuca grises; región loral y bigote grueso blancuzcos, con el bigote bordeado, a cada lado, por una franja fina oscura.  Tiene manchas blancas en la garganta en forma de estrías o estrellas. Dorso pardo oliváceo, partes inferiores ocráceas, con el pecho manchado; el vientre de color más claro.

## Comportamiento

### Alimentación
Se alimenta de insectos, como saltamontes (Tettigoniidae), de otros artrópodos, como Diplopoda y de lombrices de tierra, como Oligochaeta. También caza ranas.

### Reproducción
Construye con hojas secas, raicillas o fragmentos de rama un nido voluminoso, en forma de cuenco, redondeado y algo profundo, en ramas o marañas de vegetación a algo más de un metro de altura del suelo. La hembra pone dos huevos de color aguamarina. Ambos padres participan en la incubación. Los pichones permanecen en el nido de 15 a 17 días después de nacer.